# Guéixer (2018)
Guéixer (hebreu: גֶּשֶׁר‎, literalment el pont) fou un partit polític liberal i centrista d'Israel. Fou fundat el desembre de 2018 per Orly Levy exdiputada d'Israel Beitenu. Els partit focalitza principalment en l'economia i el cost de la vida, amb la intenció de reduir la desigualtat. El nom del partit és una referència al partit fundat per pel pare d'Orly, David Levy i que existí entre 1996 i 2003.

## Història
Levy formà part del partit Israel Beitenu durant la 20a Kenésset, però va deixar el partit després que aquest es va unir el 34è govern, liderat per Binyamín Netanyahu, a causa que no va rebre una posició ministerial malgrat el seu lloc prominent en la llista d'Israel Beitenu. Al principi, va quedar oficialment com a membre del partit, però més tard va ser expulsada del partit i continuà com a membre de la Kenésset. Levy va ser reconeguda com a membre independent de la Kenésset, a l'oposició. El març de 2017, Levy va anunciar la seva intenció d'establir un partit nou per les següents eleccions.
Gesher fou fundat el desembre de 2018, uns quants dies després de la convocatòria d'eleccions per a l'abril de 2019. El partit intentà concórrer en una llista conjunta amb Benny Gantz i el seu partit Resiliència per a lsrael però les negociacions no van arribar a bon port i el partit decidí concórrer-hi sol. En aquestes eleccions, el partit va aconseguir un 1,73% dels vots, insuficient per a assolir cap escó. El 18 de juliol de 2019, i de cara a la repetició de les eleccions el setembre de 2019, el partit acordà presentar-se conjuntament amb el Partit Laborista.
Per a les eleccions de 2020, la coalició amb els laboristes es va ampliar al Mérets per tal d'assegurar-se sobrepassar la barrera electoral del 3,25% dels vots. Molts votants de Guéixer es van sorprendre per aquesta coalició atès que, en relació amb el conflicte àrab-israelià, es considerava Guéixer més com un partit de centre dreta mentre que Mérets és un partit d'esquerres. Després de les eleccions, la líder de Guéixer Orly Levy abandonà la coalició i s'uní al govern de Netanyahu. Orly Levy fou nomenada ministra del recent creat Ministeri d'Avenços i Apoderament Comunitari.
El partit formà part de la candidatura del Likkud a les eleccions de 2020 i Orly Levy ocupà el lloc 26è a la llista electoral.

## Dirigents
| Dirigent | Dirigent | Dirigent  | Inici | Final        |
| -------- | -------- | --------- | ----- | ------------ |
|          |          | Orly Levy | 2018  | En el càrrec |

## Resultats electorals
| Any        | Líder     | Vots                              | %                                 | Escons  | +/- | Govern            |
| ---------- | --------- | --------------------------------- | --------------------------------- | ------- | --- | ----------------- |
| Abril 2019 | Orly Levy | 74.701                            | 1,73                              | 0 / 120 | Nou | Extraparlamentari |
| Set. 2019  | Orly Levy | Coalició Guéixer-Laborista        | Coalició Guéixer-Laborista        | 1 / 120 | 1   | Anticipades       |
| 2020       | Orly Levy | Coalició Guéixer-Laborista-Mérets | Coalició Guéixer-Laborista-Mérets | 1 / 120 | =   | Coalició          |
| 2021       | Orly Levy | Dins la llista del Likkud         | Dins la llista del Likkud         | 1 / 120 | =   | Coalició          |